# 乌尔苏拉·哈佩
乌尔苏拉·哈佩（德語：Ursula Happe，1926年10月20日—2021年3月26日），德国女子游泳运动员。她曾代表德国、德国联队参加1952年和1956年夏季奥林匹克运动会游泳比赛，其中1956年奥运会获得一枚金牌。